# A bölcsőtől a sírig

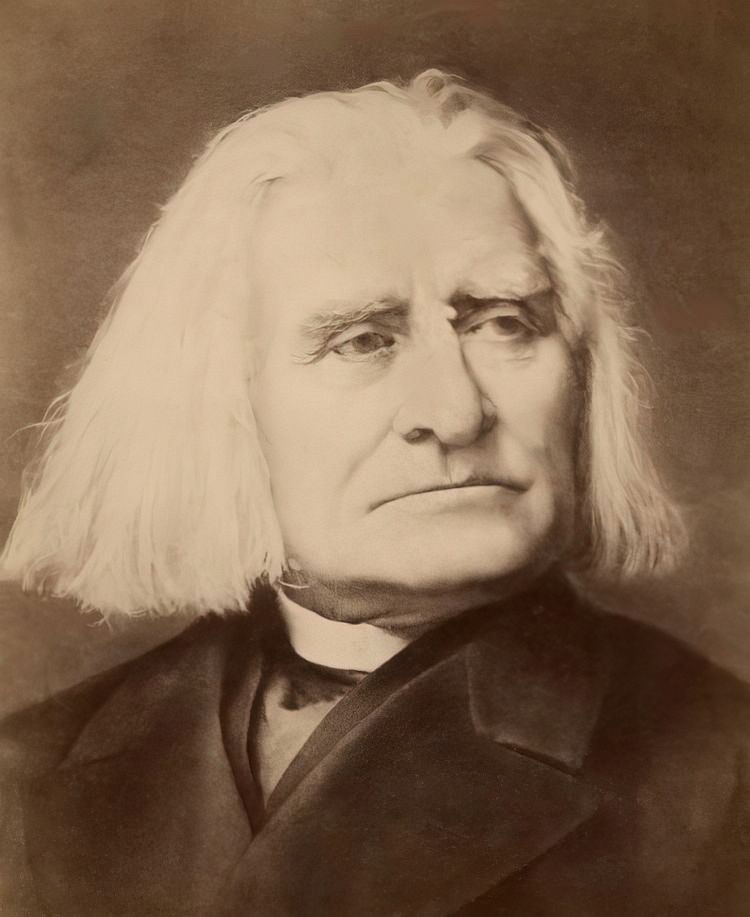
Liszt Ferenc a darab születése körüli években

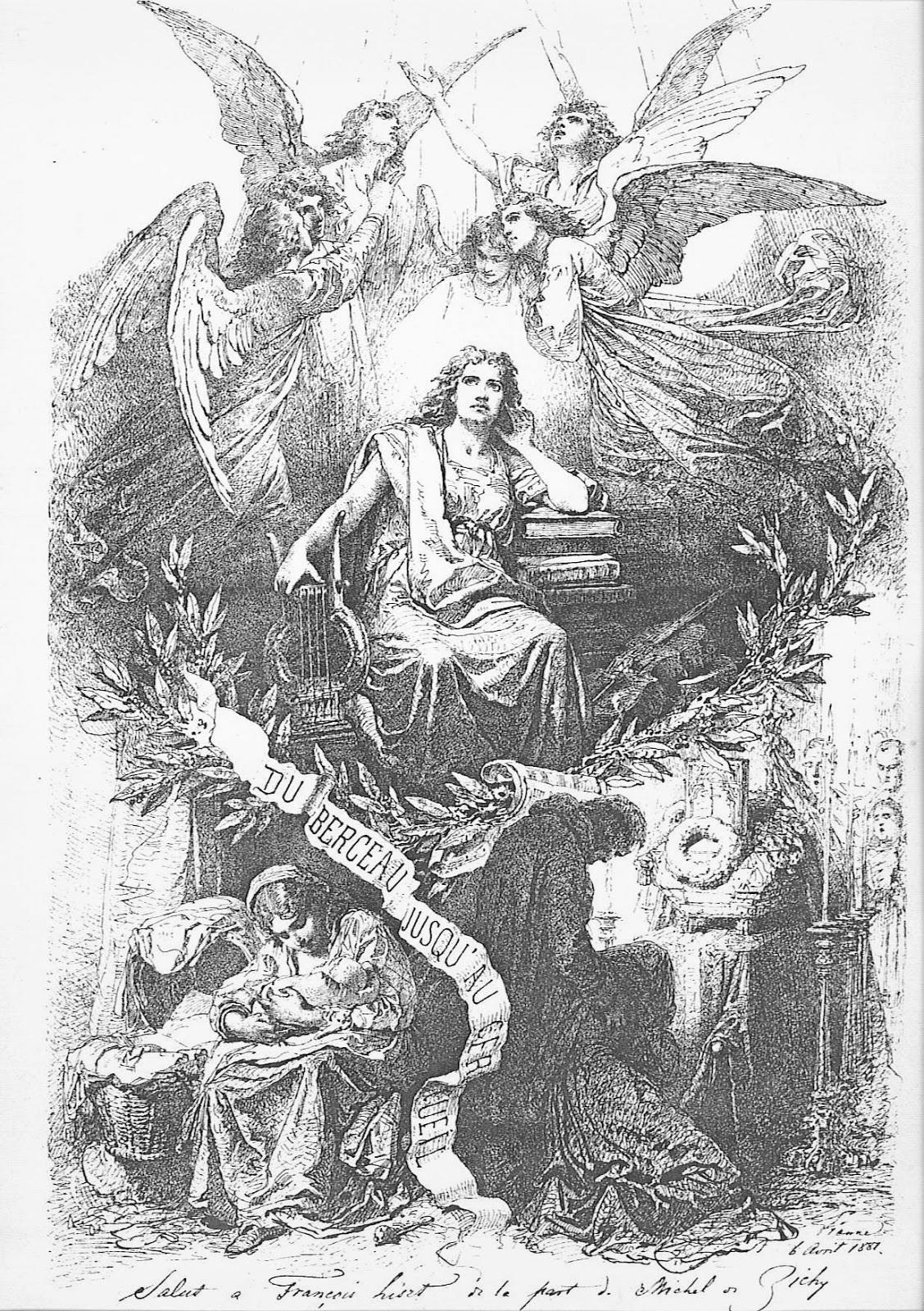
Zichy Mihály rajzolása után gravírozás

A bölcsőtől a sírig (németül: Von der Wiege bis zum Grabe, franciául: Du berceau jusqu'au cercueil) Liszt Ferenc utolsó, tizenharmadik szimfonikus költeménye, műjegyzékszáma S.107. A művet 1881–1882-ben komponálta, a teljes mű bemutatásának időpontja bizonytalan. Nyomtatásban 1883-ban jelent meg a Bote und Bock kiadónál.

## A mű születése
Sokáig úgy tűnt, hogy Liszt Ferenc a weimari évek (1848–1861) után nem foglalkozik tovább a szimfonikus költemény műfajával. 1881-ben azonban, 23 évvel az utolsó szimfonikus költeménye, a Hamlet után komponálni kezdett egy újabbat, a tizenharmadikat. A mű ihletője Zichy Mihálynak egy hasonló című tollrajza volt, amely rajz később megjelent a kiadott partitúra francia nyelvű címlapján is. Ott A bölcsőtől a koporsóig címet viselte.
Liszt a művével 1882-ben lett kész, de az első tételt (A bölcső) még 1881. október 22-én bemutatták Rómában, a Palazzo Caffarelliben, az akkor alakult Societá del Quintetto  első hangversenyén. Ezzel köszöntötték az idős mestert hetvenéves születésnapja alkalmából. A bemutatón a mű erősen egyszerűsített, amolyan kamarazenei előadásban hangzott el, mert az együttesnek csupán három tagja (Tito Monachesi első hegedű; Enrico Masi második hegedű, Romolo Jacobacci brácsa) játszotta el. A nagy sikerű koncert után a közönség felállva ünnepelte Lisztet, a La Palestra musicale című lap pedig ezt írta: „A hallgatóság, mintegy azt kívánva Lisztnek, hogy még sok október 22-ét ünnepeljen, mielőtt A sírhoz ér, megismételtette A bölcsőt. […] Bárcsak mielőbb hallhatnánk a teljes művet.”
A teljes mű első előadásáról csak bizonytalan adatok vannak, feltehető azonban, hogy Szentpéterváron mutatták be 1884. február 27-én (a régi orosz időszámítás szerint), Balakirev vezényletével. A háromtételes szimfonikus költemény 1883-ban jelent meg a Bote und Bock kiadó gondozásában, ajánlása Zichy Mihálynak szólt.

## A zene
A bölcsőtől a sírig – eltérően Liszt minden korábbi szimfonikus költeményétől, amelyek egytételesek – háromtételes,  és a tételeknek önálló címet adott: 1. tétel A bölcső, 2. tétel: Küzdelem a létért; 3. tétel: A sír: a túlvilági élet bölcsője. A darab ennek ellenére nem túl hosszú, mintegy 16–17 perces.
Az első tétel finom szövésű, érzékeny hangszerelésű darab, rendkívül halkan, éteri hangulatban indul. Zenei anyaga két egyszerű, gregorián típusú motívumra épül. A tétel közepén ér el a feszültség a csúcspontjára, majd fokozatos halványulás után, mintegy semmibe veszően ér véget. A rövid, körülbelül három perces középső tétel is két témából szövődik; a szenvedélyes küzdelmet jelképezi, és az egész zenekaron szól. A harmadik tétel a legváltozatosabban, legszínesebben hangszerelt része a darabnak, megtisztult, átszellemült hangulatú. Megjelennek benne az első két tétel motívumai, és ez is a semmibe veszően ér véget, a magányosságot jelképezve.
Lisztnek ez a szimfonikus költeménye formálásában, programjában határozottan elkülönül a „weimari” daraboktól. Az első tizenkét szimfonikus költemény még a fiatal Liszt szemléletét tükrözik, a szenvedést, a küzdelmet, az elbukást mindig a „mégis” megdicsőülés követi. Ebben a kései darabban viszont az élet küzdelmei már csupán epizódnak számítanak a bölcső és a sír között, Liszt hetvenévesen már túljutott a küzdelmeken, és már az emberi lét végét, a túlvilágot látja maga előtt, teljes megnyugvással.
A mű hangszerelése: piccolo, két fuvola, két oboa, angolkürt, két klarinét, két fagott, négy kürt, két trombita, két tenorharsona, basszusharsona, tuba, üstdob, cintányér, hárfa, vonósok.
Liszt a szimfonikus költeményből készített zongoraátiratokat is: két kézre (S.512) és négy kézre (S.598).